# Amt Sandesneben

Lage des ehem. Amtes KLG Sandesneben im Kreis Herzogtum Lauenburg

Das Amt Sandesneben war ein 1889 gegründetes Amt im Kreis Herzogtum Lauenburg in Schleswig-Holstein mit Verwaltungssitz in der Gemeinde Sandesneben. Zum 1. Januar 2008 schlossen sich die Gemeinden des Amtes Sandesneben mit den Gemeinden des Amtes Nusse zum neuen Amt Sandesneben-Nusse zusammen. 
Das Amt hatte zuletzt 10.107 Einwohner und eine Fläche von 115 km² und umfasste folgende Gemeinden:
1. Grinau
2. Groß Boden
3. Groß Schenkenberg
4. Klinkrade
5. Labenz
6. Linau
7. Lüchow
8. Sandesneben
9. Schiphorst
10. Schönberg
11. Schürensöhlen
12. Siebenbäumen
13. Sirksfelde
14. Steinhorst
15. Stubben
16. Wentorf (Amt Sandesneben)